# El Ojite, Huejutla de Reyes
El Ojite är en ort i Mexiko.   Den ligger i kommunen Huejutla de Reyes och delstaten Hidalgo, i den sydöstra delen av landet, 200 km norr om huvudstaden Mexico City. El Ojite ligger 200 meter över havet och antalet invånare är 193.
Terrängen runt El Ojite är huvudsakligen kuperad, men åt nordost är den platt. Runt El Ojite är det ganska tätbefolkat, med 199 invånare per kvadratkilometer. Närmaste större samhälle är Huejutla de Reyes, 3,8 km nordost om El Ojite. Omgivningarna runt El Ojite är en mosaik av jordbruksmark och naturlig växtlighet.